# 田中千代 (女優)
田中 千代（たなか ちよ、本名同じ。1975年7月7日 - ）は、日本の女優、タレント。東京都出身。オスカープロモーション所属。血液型はB型。

## 略歴・人物
- 日本大学法学部新聞学科卒業後、1998年にオスカーグラビアグランプリを受賞。その後タレント・女優として活動。
- 2007年5月20日に結婚[1]。同年8月30日に第一子となる長男を[2]、2010年8月に第二子の長女を出産し[3][4]、二児の母となった。
- 趣味は料理。特技はクラシックピアノ、スキューバダイビング。
- かつてTBS『温泉へ行こう』シリーズで共演した矢部美穂とは今でも仲が良い。

## 出演

### テレビドラマ
- 愛の劇場 温泉へ行こう 第1シリーズ - 第5シリーズ、スペシャル（1999 - 2005年、TBS） - 大谷(竹本)広美 役  [5]
- 月曜ゴールデン 浅見光彦シリーズ13「須磨明石殺人事件」（2000年3月27日、TBS） - 前田淳子 役
- 金曜ドラマ 昔の男（2001年、TBS） - 宇田はるか 役
- ロッカーのハナコさん（2003年、NHK）
- グルメガーディアンズ（2003年、フジテレビ）
- 水曜ミステリー9旅行作家・茶屋次郎（5）“千曲川殺人事件”（2005年、テレビ東京）
- 土曜ワイド劇場 鉄道捜査官(6) 特急スーパーやくもの殺意（2005年、テレビ朝日） - 平川あかり 役
- 月曜ゴールデン 冠婚葬祭探偵（2007年11月26日、TBS） - 井上奈美 役
- 月曜ミステリー劇場 家庭欄記者・鍋嶋六郎II（2012年6月26日、TBS） - 坂本梓 役

### 映画
- いらっしゃいませ、患者さま。（2005年） - ナオ 役

### CM
- 1999年: 「ヤクルトジョア」
- 1999年: 「白い恋人」
- 2001年: 「札幌東豊病院」(〜2004)
- 2003年: 「オートレース」
- 2004年: 竹本油脂「太白ごま油」（〜現在OA中）
- 2005年: 京阪電鉄「くずはモール」